# Ананку
Ананку (安南空) - ката окинавского каратэ. История этой ката в окинавских боевых искусств весьма коротка, по сравнению с другими ката, так как она была создана сравнительно недавно мастером окинавского каратэ Тётоку Кьяном. Название переводится как "Свет с юга", или "Мир с юга", так как оно было создано после того, как Кьян вернулся из своего путешествия по Тайваню.